# Fibra d'espart

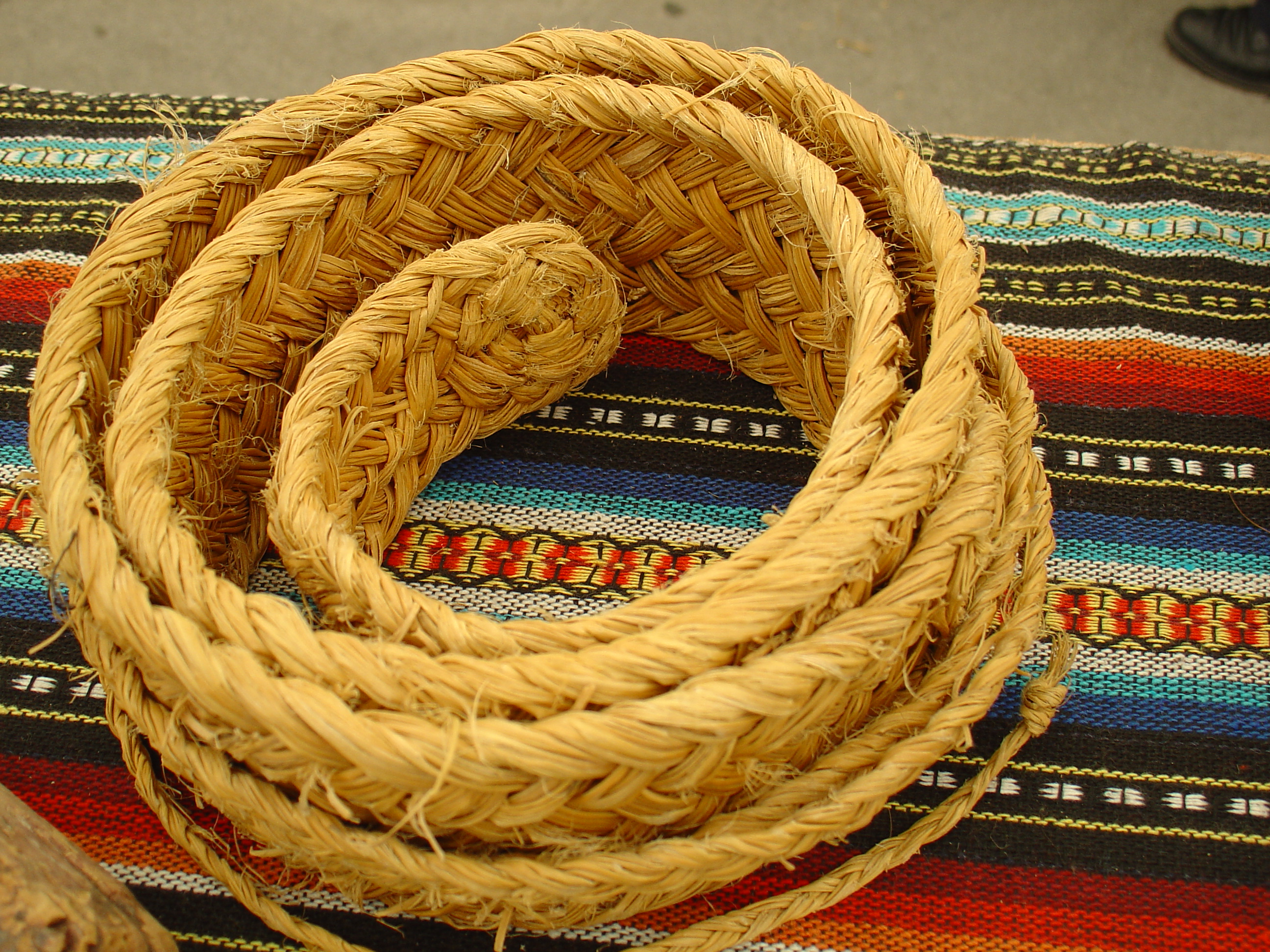
La llata, manufactura espanyola a força d'espart teixit.

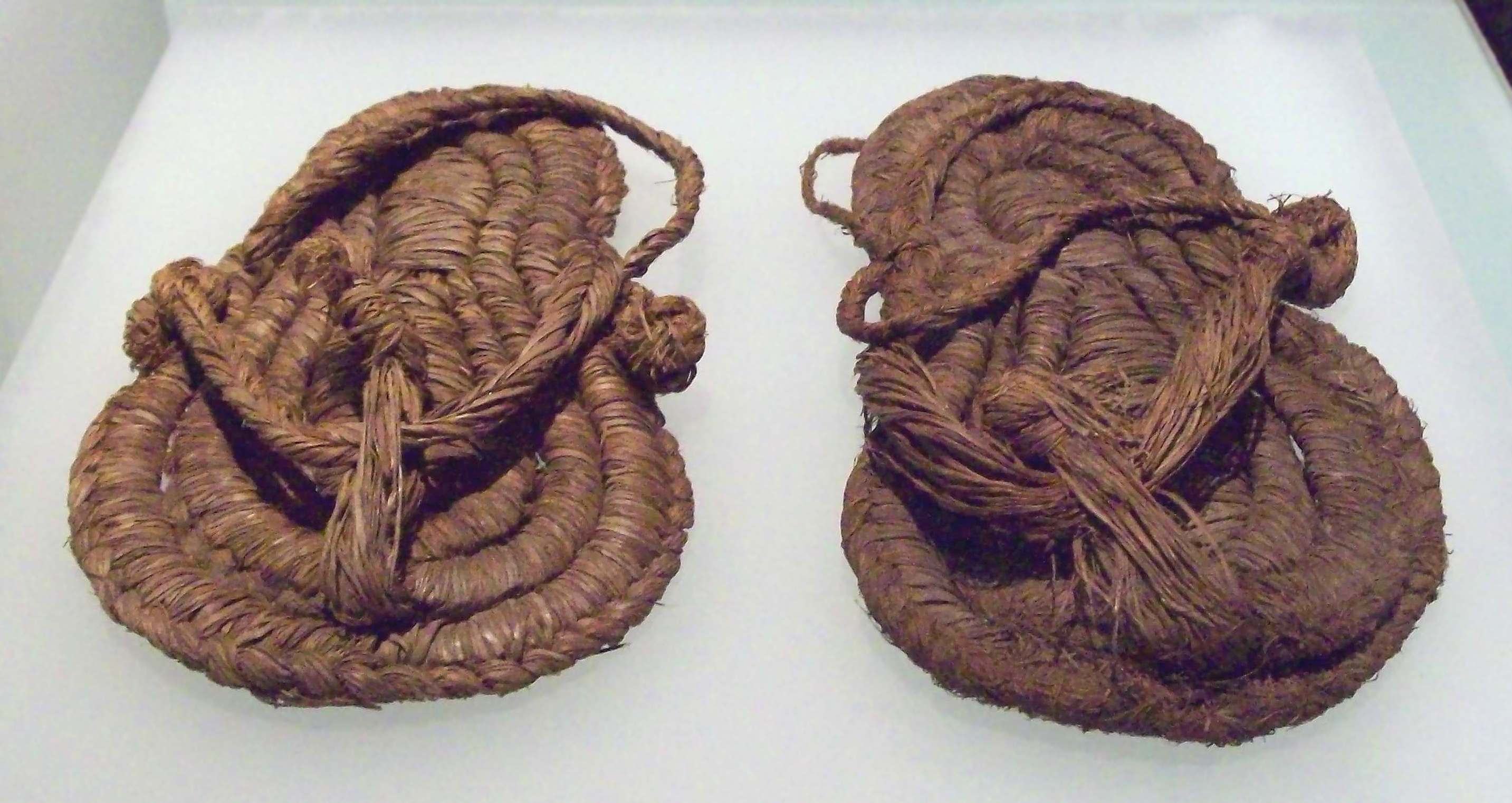
Sandàlies d'espart del VI o V mil·lenni aC trobades en Albuñol (Espanya).

L'espart és una fibra vegetal obtinguda de diverses plantes silvestres del grup de les gramínies, i per extensió el nom també s'aplica les plantes en si mateixes. Amb aquestes fibres s'elaboren cordes, espardenyes, cistells i fregalls. La manufactura de l'espart ha estat part important de l'economia de molts pobles d'Espanya i, encara que ha minvat una mica, encara es continua treballant. En l'àmbit de la construcció, s'usa per a armar l'escaiola, dotant-li d'una gran resistència a tracció, sobretot en la formació de subjeccions de plaques d'escaiola armada amb fibra de vidre per a la realització de falsos sostres. Amb el nom d'espart es coneixen popularment tant l'espart pròpiament dit (Stipa tenacissima), com l'espart bord (Lygeum spartum). Les seves formacions naturals es denominen espartars, o albardinals respectivament. Tots dos formen part de la vegetació característica dels ambients esteparis ibèrics. A Mèxic, es denomina així les espècies de Fimbristylis, herbàcia de fins a 1,5 metres, comú en zones inundables properes a manglars. En El Romeral hi ha el museu més important del món de l'espart. També cal destacar el Centre d'Interpretació de l'Espart de Cieza (Múrcia).

## Història
No existeixen testimonis que l'espart haja estat utilitzat durant el Paleolític, havent hipòtesis que durant el Paleolític superior la fibra d'espart podria haver estat utilitzada en la península Ibèrica pel homo sapiens per a cosir. És a partir del Neolític quan ja es pot testimoniar l'ús de l'espart. L'única resta tèxtil trobada al País Valencià és l'empremta d'una estora formada per faixes de llata de l'època de l'Eneolític.
La troballa més destacable és un aixovar del 3500 aC d'un conjunt d'esquelets humans a La Cueva de los Murciélagos d'Albuñol. Els esquelets portaven indumentària i estris fabricats amb fibra d'espart.
Durant l'època ibèrica va ser corrent l'ús de l'espart per a realitzar diferents objectes, com sandàlies o cordes. A l'època romana, la producció d'objectes realitzats amb espart s'exportava més enllà de les zones de la Mediterrània occidental on la planta és natural. A l'alta edat mitjana continua l'ús de l'espart, encara que no hi han referències directes. Durant la Baixa edat mitjana es constitueixen gremis específics per a la indústria de l'espart, i localitats senceres van basar la seua economia en esta activitat fins a la dècada de 1960. Per exemple, el Gremi d'espardenyers i esparters de València data de 1373, i en 1863 es transforma en Societat Industrial Filantròpica. Uns altres gremis esparters famosos eren els d'Alacant, Crevillent, Asp i Bétera.

## Ús

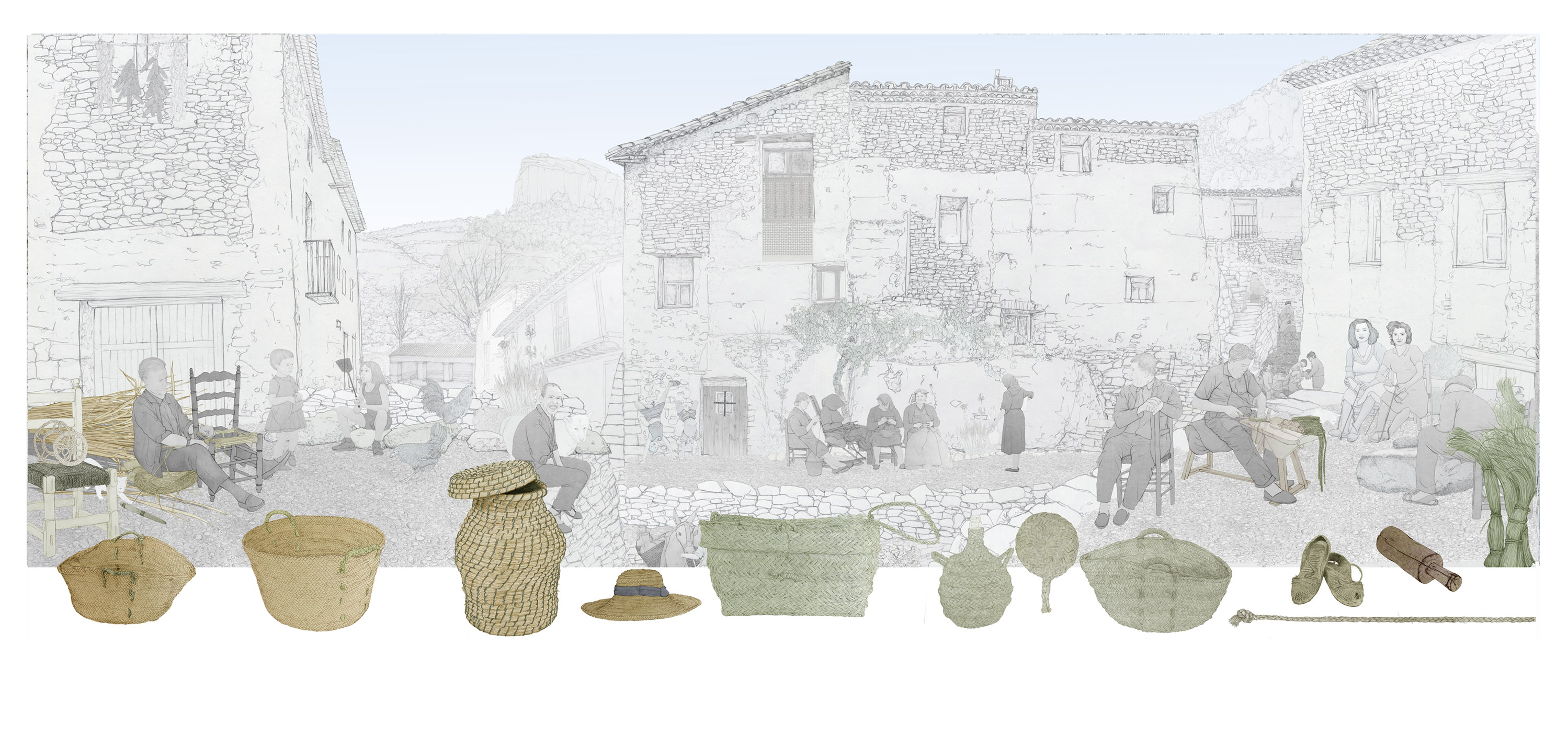
Il·lustració del Museu Valencià d'Etnologia amb diferents utensilis realitzats amb fibres d'espart (i palla).

L'espart s'arrancava manualment i es deixava assecar en un llavador. Aquest procés durava, aproximadament, vint-i-un dies, havent de canviar l'aigua diverses vegades. Mentres l'espart estava dins de l'aigua, es posaven pedres perquè el material absorbira correctament el líquid.
Quan es treia es posava a l'era perquè s'assecara. A continuació es picava amb una maça al batedor o damunt d'un piló de fusta.
Les malles eren l'element bàsic del treball de la fibra d'espart, i hi havien d'estar humides. La confecció a partir de dues malles era el cordell, i la de tres, la cordeta. La mesura d'aquestes eren la vara i el pam valencians en el cas de l'Antic Regne de València.
La confecció de corda i cordeta podia fer-se en qualsevol moment. Era freqüent la imatge de l'home o la dona amb el manoll d'espart humit, embolicat en un drap baix el braç esquerre; amb les dues mans treballant id os dits de la mà dreta anant contínuament a la boca per banyar-los un poc de saliva.
Les aplicacions de l'espart són molt variades: per a les cases es feia el «mauranet» o ventall de llar, el «sitiet» damunt del qual es posava l'olla o la cassola perquè no cremaren la superfície sobre la qual es col·locava. També es feien estores d'espart cru i d'espart picat; el cabàs d'anar a llavar o els diferents tipus de cabàs per a feines agrícoles: terrer, de tirar fem, de collir renda, etc.; l'estiba o cofí, els talzims. També es gastava per a fer lligasses en determinats conreus com tomates, bajoquetes, etc.

## Elements primaris de l'elaboració de l'espart
Els articles o prearticles utilitzats en l'elaboració d'objectes d'espart són tres: el cordell, la trena i la llata.
- Cordell: Els cordells són dos o tres esparts picats lligats pels caps.[10] Hi da dos maneres de cordellar, depenent de si es fa a dos o a tres malles.[10] Es lliguen dos esparts per al cordell de dos malles, i tres esparts per al cordell de tres malles.[10]
- Trenes: Les trenes són les cordes i sogalls d'espart picat formades per tres ramals o malles que s'entrecreuen alternadament.[10]
- Llates: Les llates són una espècie de trena d'espart formada per més de tres malles,[11] que pot anar de cinc a vint-i-una malles, totes elles amb un número imparell.[11] Les trenes més habituals estan formades per cinc, tretze o quinze malles.[11] La trena de malles s'anomena sola o aixereta[11] (en castellà, soga, com al Carrer de Soguers de València). Les llates d'espart picat s'utilitzen per a sarrons, fer sola d'espardenya o reforçar vores de senalles.[11] Les llates d'espart cru sols aprofiten per a lligar feixos, i les llates de més de cinc malles sempre es fan amb espart cru.[11]

## Galeria

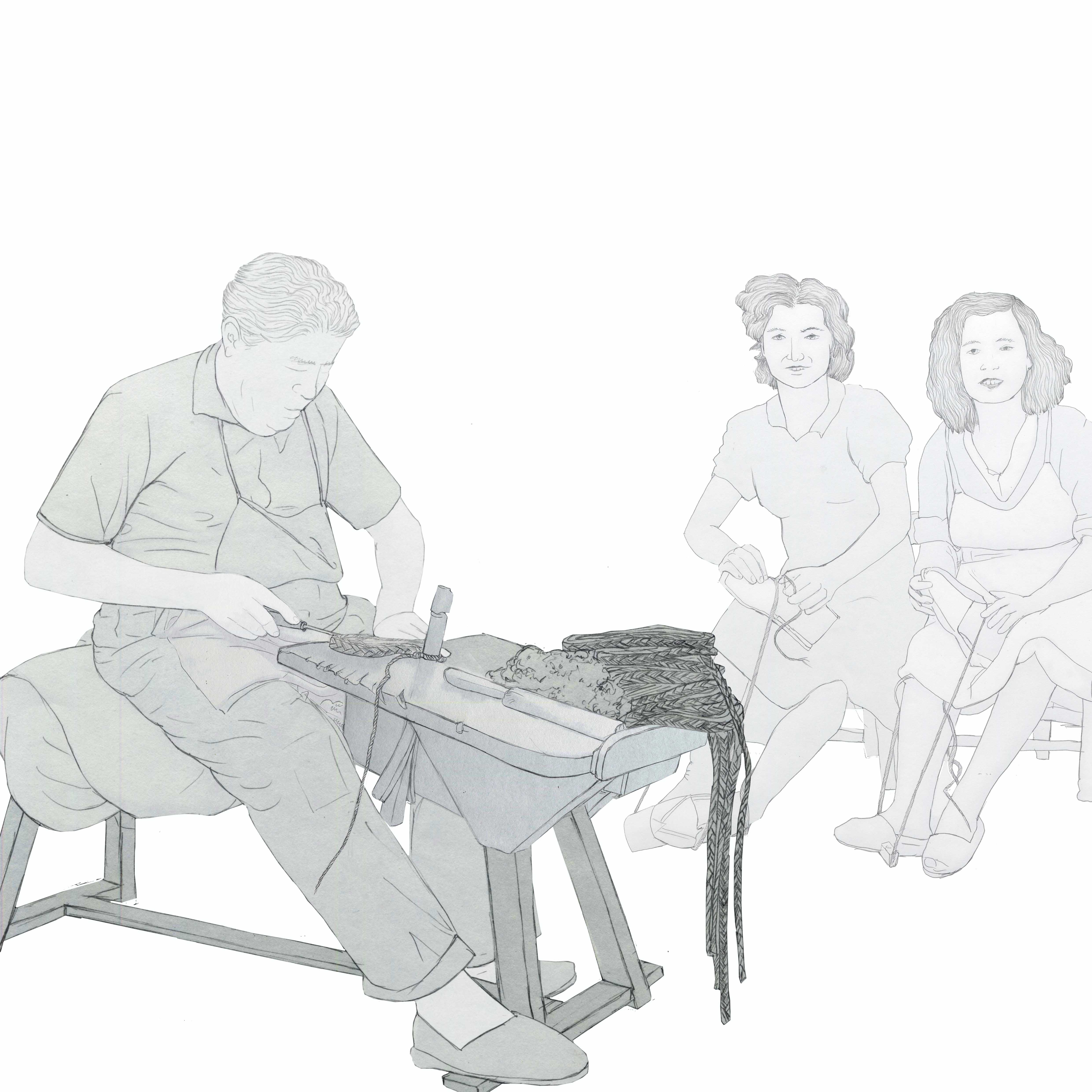
Espardenyer treballant l'espart. Museu Valencià d'Etnologia.
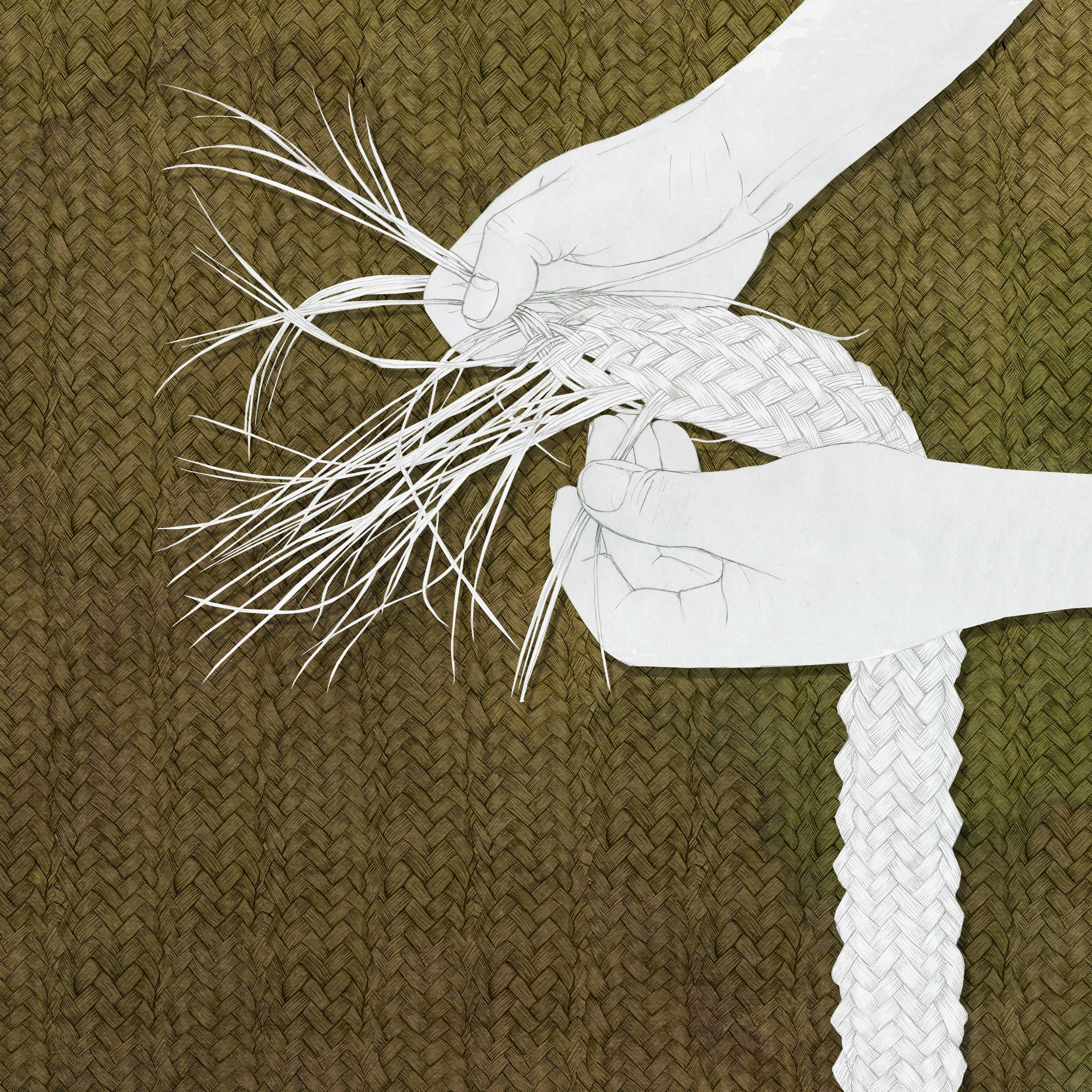
Trenant una llata. Museu Valencià d'Etnologia.
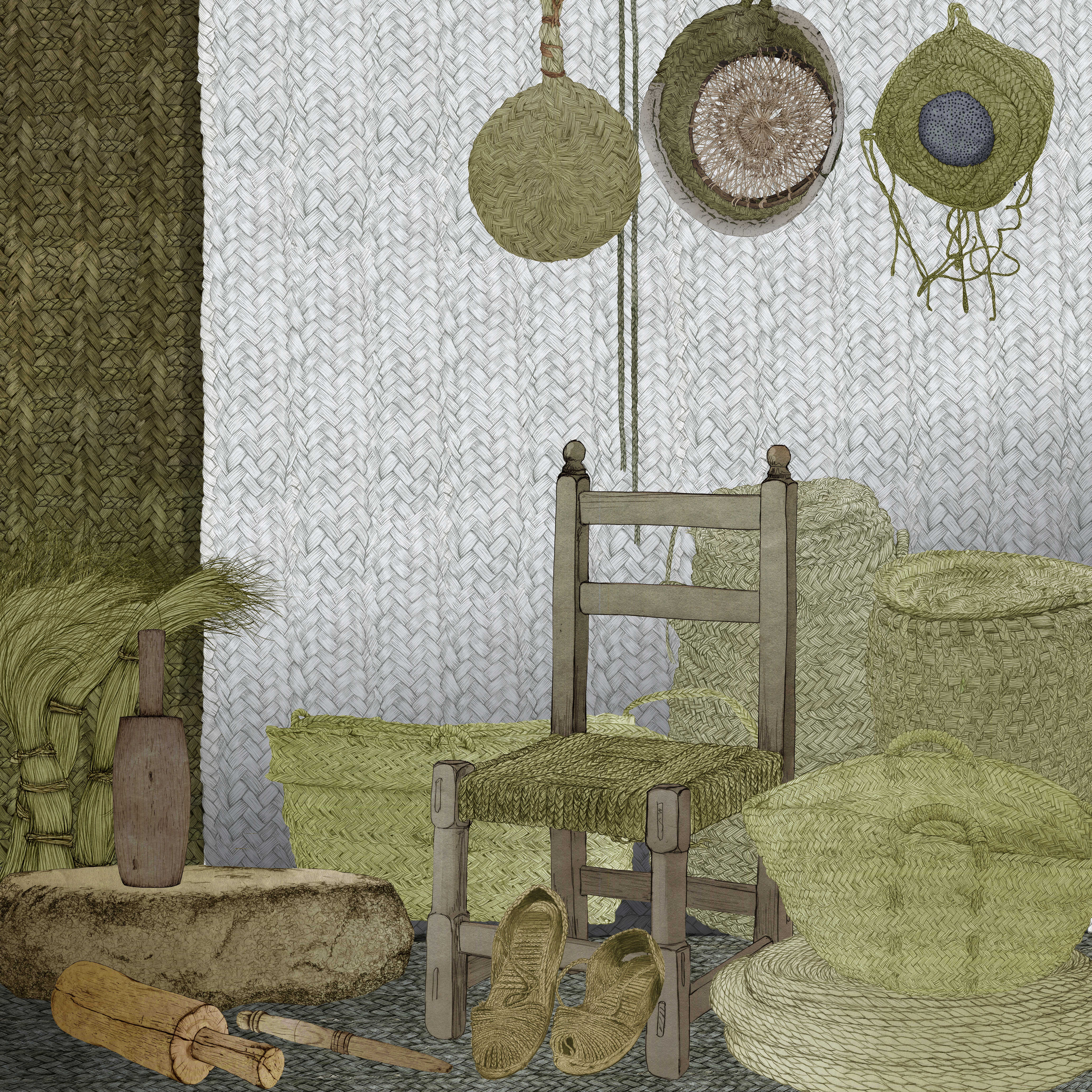
Productes d'espart. Museu Valencià d'Etnologia.